# 克拉克福克 (愛達荷州)
克拉克福克（英語：Clark Fork）是一個位於美國愛達荷州邦納縣的城市。

## 地理
克拉克福克的座標為48°08′50″N 116°10′42″W / 48.14722°N 116.17833°W，而該地的平均海拔高度為640米（即2090英尺）。

## 人口
根據2020年美國人口普查的數據，克拉克福克的面積為2.55平方千米，當中陸地面積為2.55平方千米，而水域面積為0.00平方千米。當地共有人口513人，而人口密度為每平方千米201人。